# Luigi Marescalchi Gravina
Luigi Marescalchi Gravina (Piazza Armerina, 14 luglio 1857 – Roma, 8 dicembre 1936) è stato un avvocato e politico italiano.
Avvocato penalista, consigliere provinciale e membro del Consiglio scolastico provinciale di Caltanissetta, è stato deputato per tre legislature, fedelissimo di Francesco Crispi, e senatore a vita dal 1920.